# Koło

Koło

Brzeg koła (okrąg) z pokazanymi średnicą, cięciwą i promieniem

Koło – zbiór wszystkich punktów płaszczyzny, których odległość od ustalonego punktu na tej płaszczyźnie, nazywanego środkiem koła, jest mniejsza lub równa długości promienia koła.
Równoważna definicja: część płaszczyzny ograniczona przez pewien okrąg; okrąg ten zawiera się w kole i jest zarazem jego brzegiem.
Koło w układzie współrzędnych kartezjańskich jest opisane wzorem:
{\displaystyle (x-x_{0})^{2}+(y-y_{0})^{2}\leqslant r^{2},}
gdzie:
{\displaystyle r>0} – promień koła,
{\displaystyle (x_{0},\ y_{0})} – współrzędne środka koła,
natomiast w układzie współrzędnych biegunowych, dla środka znajdującego się w biegunie układu współrzędnych:
{\displaystyle r(\varphi )\leqslant r} dla {\displaystyle \varphi \in [0,2\pi ).}
Koło jest 2-wymiarowym przypadkiem hiperkuli.

## Pojęcia związane z kołem
Koło otwarte to koło bez brzegu, czyli ograniczającego je okręgu. Pojęcie to często pojawia się w analizie matematycznej w teorii funkcji zmiennej zespolonej. „Zwykłe” koło dla odróżnienia nazywa się wtedy kołem domkniętym.
Cięciwa koła to odcinek o końcach na brzegu koła.
Promień koła to:
- odcinek z jednym końcem na brzegu koła, a drugim w środku koła,
- długość tego odcinka.

Średnica koła to:
- cięciwa przechodząca przez środek koła,
- długość tej cięciwy, czyli podwojona wartość promienia koła.

## Podstawowe wzory

Wycinek i odcinek koła

W poniższych wzorach:
{\displaystyle \pi =3{,}14159265\dots } jest jedną ze stałych matematycznych, szerzej opisana w artykule Pi,
{\displaystyle r} to promień koła.
- Pole powierzchni koła:[2]

{\displaystyle S=\pi r^{2}\approx 3{,}14\ r^{2}.}
- Obwód koła:[2]

{\displaystyle L=2\pi r\approx 6{,}28\ r.}
- Pole wycinka koła o kącie środkowym {\displaystyle \alpha ^{\circ }} lub {\displaystyle \varphi } radianów:[2]

{\displaystyle S={\frac {\alpha }{360}}\pi r^{2}={\frac {r^{2}\varphi }{2}}.}
- Pole odcinka koła o kącie środkowym {\displaystyle \alpha ^{\circ }} lub {\displaystyle \varphi } radianów:

{\displaystyle S={\frac {\alpha }{360}}\pi r^{2}-{\frac {r^{2}\sin \alpha ^{\circ }}{2}}={\frac {r^{2}\varphi }{2}}-{\frac {r^{2}\sin \varphi }{2}}.}
- Długość łuku okręgu, na którym wspiera się kąt środkowy {\displaystyle \alpha ^{\circ }} lub {\displaystyle \varphi } radianów:

{\displaystyle L={\frac {\alpha \pi r}{180}}=r\varphi .}

## Uogólnienie koła na przestrzenie metryczne
Pojęcie koła może być uogólnione na dowolną przestrzeń metryczną. Jest to wówczas zbiór elementów tej przestrzeni odległych od jakiegoś elementu przestrzeni zwanego środkiem koła nie bardziej niż na zadaną odległość (promień) zgodnie z obowiązującą w danej przestrzeni metryką.
Dla dowolnych przestrzeni metrycznych:
{\displaystyle K_{{\overline {x}}_{0}}(r)=\{{\overline {x}}:\rho ({\overline {x}}_{0},{\overline {x}})\leqslant r\},}
gdzie:
{\displaystyle \rho ({\overline {x}}_{0},{\overline {x}})} – metryka przestrzeni.
Takie uogólnienie nazywamy kulą.